# Hemiscopis cinerea
Hemiscopis cinerea là một loài bướm đêm trong họ Crambidae.